# Іст-Ріверсайд (Меріленд)
Іст-Ріверсайд (англ. East Riverdale) — переписна місцевість (CDP) в США, в окрузі Графство принца Георга штату Меріленд. Населення — 18 459 осіб (2020).

## Географія
Іст-Ріверсайд розташований за координатами 38°57′35″ пн. ш. 76°54′40″ зх. д. / 38.95972° пн. ш. 76.91111° зх. д. (38.959664, -76.911171).  За даними Бюро перепису населення США в 2010 році переписна місцевість мала площу 4,19 км², уся площа — суходіл.

## Демографія
Згідно з переписом 2010 року, у переписній місцевості мешкало 15 509 осіб у 4189 домогосподарствах у складі 3152 родин. Густота населення становила 3700 осіб/км².  Було 4604 помешкання (1098/км²).
Расовий склад населення:
| - 35,1 % — чорних або афроамериканців - 23,4 % — білих - 2,7 % — азіатів - 1,2 % — корінних американців - 33,4 % — осіб інших рас |

До двох чи більше рас належало 4,3 %. Частка іспаномовних становила 53,3 % від усіх жителів.
За віковим діапазоном населення розподілялося таким чином: 29,3 % — особи молодші 18 років, 65,5 % — особи у віці 18—64 років, 5,2 % — особи у віці 65 років та старші. Медіана віку мешканця становила 29,0 року. На 100 осіб жіночої статі у переписній місцевості припадало 110,9 чоловіків;  на 100 жінок у віці від 18 років та старших — 112,7 чоловіків також старших 18 років.
Середній дохід на одне домашнє господарство  становив 68 598 доларів США (медіана — 58 930), а середній дохід на одну сім'ю — 61 816 доларів (медіана — 52 143). Медіана доходів становила 30 876 доларів для чоловіків та 30 707 доларів для жінок. За межею бідності перебувало 15,9 % осіб, у тому числі 26,1 % дітей у віці до 18 років та 1,5 % осіб у віці 65 років та старших.
Цивільне працевлаштоване населення становило 8372 особи. Основні галузі зайнятості: будівництво — 21,5 %, освіта, охорона здоров'я та соціальна допомога — 16,8 %, науковці, спеціалісти, менеджери — 15,1 %, мистецтво, розваги та відпочинок — 14,6 %.